# Entmündigung (Deutschland)
Die Entmündigung war in Deutschland bis 1992 ein gerichtliches Verfahren, das zum Verlust der Geschäftsfähigkeit der betroffenen Person und zur Bestellung eines Vormunds führte.
Die Entmündigung wurde mit dem Betreuungsgesetz abgeschafft und durch die rechtliche Betreuung ersetzt.

## Voraussetzungen
Nach § 6 BGB a. F. waren die Gründe für eine Entmündigung Geisteskrankheit, Geistesschwäche, Verschwendung, Trunksucht und Rauschgiftsucht. Hierbei handelt es sich um juristische Begriffe, wie sie heute noch im Strafrecht zur Feststellung der Schuldunfähigkeit einer Person verwendet werden.
Eine Entmündigung wegen Geisteskrankheit führte nach § 104 Abs. 3 BGB a. F. zur vollständigen Geschäftsunfähigkeit und damit auch zur Testierunfähigkeit und Eheunfähigkeit. Eine Entmündigung aus anderen Gründen führte nach § 114 BGB a. F. zur beschränkten Geschäftsfähigkeit, wie sie auch für Minderjährige bis zum 18. Lebensjahr gilt. Eine Entmündigung führte in jedem Fall zu einem Wahlverbot und wurde im Bundeszentralregister vermerkt.
Nach § 115 BGB a. F. führte eine erfolgreiche Anfechtung der Entmündigung zur rückwirkenden Wiederherstellung der Geschäftsfähigkeit; auf die zwischenzeitlich vom Vormund abgeschlossenen Rechtsgeschäfte hatte dies indes keinen Einfluss.

## Gerichtliches Verfahren
Das gerichtliche Verfahren zur Entmündigung erfolgte in einem Verfahren der streitigen Gerichtsbarkeit vor dem Amtsgericht und war in §§ 645–687 ZPO a. F. geregelt.
Die Entmündigung erfolgte auf Antrag durch Beschluss; zuständig war das Amtsgericht am Wohnsitz des zu Entmündigenden. Antragsberechtigt waren der Ehegatte, sonst die Eltern eines minderjährigen Kindes, sonst jeder Verwandte. Der Staatsanwalt hatte ein eigenes Antragsrecht und war am gesamten Verfahren beteiligt.
Dem Antrag beizufügen war ein ärztliches Gutachten, aus dem der Gesundheitszustand des Betroffenen hervorgeht. Dieses bildete daraufhin die Grundlage für weitere Ermittlungen seitens des Gerichts. Die Entmündigung setzte hierbei mindestens ein Sachverständigengutachten heraus, zu dem der Betroffene in der Regel persönlich vernommen werden sollte. Hierfür konnte der Betroffene für bis zu sechs Wochen zwangseingewiesen werden.
Gab das Gericht dem Antrag statt, wurde das Jugendamt darüber informiert, um für die nun entmündigte Person einen Vormund zu bestellen. Der Beschluss wurde dem Betroffenen bei einer Entmündigung wegen Geisteskrankheit nicht bekanntgegeben, sondern nur dem Antragsteller und dem Staatsanwalt. Mit der Bekanntgabe wurde der Beschluss sofort wirksam. Die Kosten des Verfahrens mussten vom Betroffenen selbst getragen werden, soweit der Antrag Erfolg hatte, ansonsten trug die Staatskasse die Kosten. Wurde die Entmündigung abgelehnt, stand dem Antragsteller und dem Staatsanwalt das Rechtsmittel der sofortigen Beschwerde zu.
Wurde der Entmündigung stattgegeben, konnte der Betroffene oder ein anderer Antragsberechtigter gegen diesen Beschluss binnen eines Monats vor dem zuständigen Landgericht Klage erheben. Ihm war auf Antrag ein Rechtsanwalt als Vertreter zu bestellen. Hatte die Klage Erfolg, war der Beschluss aufzuheben. Die Kosten des Verfahrens trug grundsätzlich der Unterlegene; eröffnete der Staatsanwalt die Klage, trug in jedem Fall die Staatskasse die Verfahrenskosten.
Der Entmündigte, sein Vormund oder der Staatsanwalt konnten jederzeit eine Aufhebung der Entmündigung beim zuständigen Amtsgericht beantragen. Die Verfahrenskosten trug der Entmündigte in jedem Fall, selbst wenn er Erfolg haben sollte. Der Staatsanwalt konnte gegen eine erfolgreiche Wiederaufhebung der Entmündigung sofortige Beschwerde einlegen. Wurde der Antrag hingegen abgelehnt, konnte hiergegen wie oben Klage vor dem Landgericht eingelegt werden.
Wurde eine Entmündigung wegen Verschwendung, Trunksucht und Rauschgiftsucht beantragt, war der Staatsanwalt an diesem Verfahren nicht beteiligt. Nach dem Gesetz war der Beschluss über eine solche Entmündigung öffentlich bekannt zu machen. Diese Vorschrift verstieß jedoch gegen die Menschenwürde aus Art. 1 GG und war damit mit dem Grundgesetz unvereinbar und nichtig.

## Bestellung eines Vormunds
Für die Bestellung eines Vormunds für die nun entmündigte Person war grundsätzlich das Jugendamt zuständig, das einen entsprechenden Antrag vor dem Vormundschaftsgericht stellte. Auf diese Vormundschaft fanden die Regelungen zur Vormundschaft für Kinder weitestgehend Anwendung, wobei es jedoch einige Besonderheiten, bedingt durch die unterschiedliche Situation von Kindern und Erwachsenen gab.
So konnte ein Vormund für einen Erwachsenen nicht im Testament der Eltern benannt werden. Stattdessen wurde grundsätzlich der Ehegatte zum Vormund bestellt, sonst die Eltern; der Entmündigte konnte der Bestellung seiner Eltern zum Vormund nicht widersprechen. Die Eltern waren kraft Gesetzes befreite Vormünder und ihnen konnte ein Gegenvormund nur auf eigenen Antrag bestellt werden.
Da ein Erwachsener in der Regel keine Erziehung und Pflege mehr benötigt, war die Personensorge über den Mündel auf das für die Vormundschaft erforderliche eingeschränkt. Für Schenkungen aus dem Vermögen des Mündels und für den Abschluss eines Mietvertrags über mehr als vier Jahre benötigte der Vormund die Genehmigung des Vormundschaftsgerichts.
Würde das förmliche Entmündigungsverfahren zu lange dauern, konnte auch ein vorläufiger Vormund für eine Person bestellt werden. In diesem Fall konnte das Gericht eine beliebige Person zum Vormund bestellen. Die vorläufige Vormundschaft endete automatisch mit Stattgabe oder Abweisung des Antrags auf Entmündigung oder dann, wenn der Betroffene keinen vorläufigen Vormund mehr benötigte.

## Kritik
Sowohl am Institut der Entmündigung selbst als auch an der praktischen Durchsetzung durch die Vormünder wurde große Kritik ausgeübt.
So führte der vollständige Verlust der Geschäftsfähigkeit von Entmündigten zu einem starken Eingriff in dessen Grundrechte. Dies hatte auch zur Folge, dass der Entmündigte keine Möglichkeit hatte, gegen Handlungen des Vormunds vorzugehen, da er durch die fehlende Geschäftsfähigkeit auch prozessunfähig wurde und somit nicht rechtlich gegen den Vormund vorgehen konnte.
Indes war die Vormundschaft für Erwachsene weitestgehend ausschließlich als Vermögensverwaltung ausgestaltet; der Vormund hatte keinerlei Verpflichtungen, die Gesundheit des Mündels in irgendeiner Weise zu fördern oder zu bessern, was auch durch die gesetzlichen Regelungen, die die Personensorge für erwachsene Mündel beschränkten, manifestiert wurde. Um rechtlichen Problemen im Rahmen der Personensorge aus dem Weg zu gehen, ließen die meisten Vormünder ihre Mündel für den Rest ihres Lebens im Heim oder in der Psychiatrie unterbringen.
Auf die Wahl des Vormunds hatte der Entmündigte keinerlei Einflussmöglichkeit, so dass es zu Interessenskonflikten kommen konnte, wenn etwa das Heimpersonal als Vormund für einen Heimbewohner bestellt wurde. Kriterien zur Eignung des Vormundes fehlten völlig, es gab auch keine Fallzahlbeschränkung, so dass es durchaus üblich war, dass ein Vormund 300 Fälle oder in Einzelfällen weitaus mehr verwaltete, in den meisten Fällen ohne diese Personen je persönlich getroffen zu haben. Die Wünsche des Entmündigten waren keineswegs bindend für den Vormund – er konnte sie auch völlig übergehen.
Die Vormünder erhielten keinerlei Hilfe und Unterstützung in der Ausübung ihres Amtes. Auch die Richter waren häufig nicht in solchen Fragen qualifiziert; bisweilen entmündigten sie Personen schlicht nach Aktenlage, was in der Rechtswissenschaft als Skandal galt. Da die Verhandlungen über die Entmündigung nach dem Grundsatz der Öffentlichkeit öffentlich zugänglich waren, ergab sich eine zusätzliche Stigmatisierung des Betroffenen.
Die meisten dieser Kritikpunkte wurden mit der Einführung der rechtlichen Betreuung im Jahr 1992 gezielt behoben. So sind Betreute im Betreuungsverfahren grundsätzlich immer prozessfähig, sie haben ein weitestgehendes Wahlrecht bei der Person des Betreuers, und bestimmte Personengruppen, z. B. Heimpersonal, dürfen grundsätzlich nicht zum Betreuer bestellt werden. Ferner wurde die persönliche Betreuung im Gesetz festgeschrieben und auch die Rehabilitation als Ziel der Betreuung erklärt. Den Wünschen des Betreuten ist grundsätzlich Folge zu leisten, sofern sie sein Wohl nicht gefährden.